# Бронепалубни крайцери тип „Аполо“
Аполо (на английски: Apollo) са серия бронепалубни крайцери от 2-ри ранг, на Британския Кралски флот построени през 80-те и 90-те години на XIX век. Серията е развитие на крайцерите от типа „Маратон“.
Всичко от проекта са построени 21 единици, разделени на 2 серии; Серия 1: „Аполо“ (на английски: HMS Apollo), „Латона“ (на английски: HMS Latone), „Мелампус“ (на английски: HMS Melampus), „Андромаха“ (на английски: HMS Andromache), „Терпсихора“ (на английски: HMS Terpishore), „Найяда“ (на английски: HMS Naiad), „Тетис“ (на английски: HMS Thetis), „Сибила“ (на английски: HMS Sybille), „Трибюн“ (на английски: HMS Tribune), „Сафо“ (на английски: HMS Sappho) и „Сцила“ (на английски: HMS Scylla). Серия 2: „Сириус“ (на английски: HMS Sirius), „Пик“ (на английски: HMS Pique), „Спартан“ (на английски: HMS Spartan), „Индефатигебъл“ (на английски: HMS Indefatigable), „Рейнбоу“ (на английски: HMS Rainbow), „Интрепид“ (на английски: HMS Intrepid), „Брилянт“ (на английски: HMS Brilliant), „Ретрибюшън“ (на английски: HMS Retribution), „Еолис“ (на английски: HMS Aeoulus) и „Ифигения“ (на английски: HMS Iphifenia).
Различията между сериите са незначителни. Крайцерите на втората серия са предназначени за служба в тропиците и получават дървено-медна обшивка на подводната част на корпуса. В резултат те имат малко по-голяма водоизместимост, ширина и газене, а скоростта им е малко по-ниска. До появата на американските леки крайцери тип „Кливланд“ са считани за най-голямата серия еднотипни крайцери в историята на корабостроенето.
Последващо развитие на проекта са крайцерите от типа „Астрея“.

## Конструкция
Новите крайцери са проектирани като са увеличени размерите на крайцерите от типа „Медея“, със запазване на мощността на силовата установка. Използването на по-компактните вертикални парни машини и по-удачната компоновка на котелните отделения правят работата на огнярите по-удобна и ефективна, в резултат на което всичките крайцери с лекота достигат проектните 19,75 възела. Цялата артилерия се състои само от скорострелни оръдия.

### Корпус
Бордовите спонсони са премахнати, тъй като на „Медеите“ те са заливани от водата не само при свежо време, но и при високи скорости. В резултат на това от носовата двойка 120-мм оръдия става невъзможно да се води огън право по носа. Почти при половината от тях подводната част е покрита с дърво и обшита с мед. За това обшитите „Еолис“, „Брилянт“, „Интрепид“, „Ифигения“, „Пик“, „Рейнбоу“, „Ретрибюшън“, „Сириус“ и „Спартан“ са с 200 т по-тежки от необшитите „Аполо“, „Андромаха“, „Латона“, „Мелампус“, „Найяда“, „Сафо“, „Сибила“, „Сцила“, „Терпсихора“, „Тетис“ и „Трибюн“.

### Брониране
Дебелината на бронираната палуба в плоскат част е 37 мм, на скосовете 51. Парните машини, издаващи нагоре, са прикрити от 127 мм гласис.

## История на службата
- HMS Latona – заложен през 1889 г., спуснат на 22 май 1890 г., в строй от 1893 г.
- HMS Melampus – заложен през 1889 г., спуснат на 2 август 1890 г., в строй от 1892 г.
- HMS Andromache – заложен през април 1889 г., спуснат на 14 август 1890 г., в строй от 1892 г.
- HMS Terpsichore – заложен през 1889 г., спуснат на 30 октомври 1890 г., в строй от 1891 г.
- HMS Naiad – заложен през 1889 г., спуснат на 29 ноември 1890 г., в строй от 1893 г.
- HMS Thetis – заложен през 1889 г., спуснат на 13 декември 1890 г., в строй от 1892 г.
- HMS Sybille – заложен през 1889 г., спуснат на 27 декември 1890 г., в строй от 1891 г.
- HMS Apollo – заложен през април 1889 г., спуснат на 10 февруари 1891 г., в строй от 1892 г.
- HMS Tribune – заложен през 1889 г., спуснат на 24 февруари 1891 г., в строй от 1892 г.
- HMS Sappho – заложен през 1890 г., спуснат на 5 май 1891 г., в строй от 1893 г.
- HMS Scylla – заложен през 1890 г., спуснат на 17 октомври 1891 г., в строй от 1892 г.
- HMS Sirius – заложен през септември 1889 г., спуснат на 27 октомври 1890 г., в строй от 1891 г.
- HMS Pique – заложен през ноември 1889 г., спуснат на 13 декември 1890 г., в строй от 1892 г.
- HMS Spartan – заложен през декември 1889 г., спуснат на 25 февруари 1891 г., в строй от 1892 г.
- HMS Indefatigable – през в 1890 г., спуснат на 12 март 1891 г., в строй от 1892 г.
- HMCS Rainbow – заложен през 1890 г., спуснат на 25 март 1891 г., в строй от 1892 г.
- HMS Intrepid – заложен през 1890 г., спуснат на 20 юни 1891 г., в строй от 1894 г.
- HMS Brilliant – заложен през 1890 г., спуснат на 24 юни 1891 г., в строй от 1893 г.
- HMS Retribution – заложен през 1890 г., спуснат на 6 август 1891 г., в строй от 1893 г.
- HMS Aeolus – заложен през 1890 г., спуснат на 13 ноември 1891 г., в строй от 1894 г.
- HMS Iphigenia – през през 1890 г., спуснат на 19 ноември 1891 г., в строй от 1892 г.[3]

Преди Първата световна война един крайцер загива, а осем са предадени на скрап.
По време на Първата световна война седем от тях са използвани в качеството на минни заградители („Аполо“, „Андромаха“, „Интрепид“, „Ифигения“, „Латона“, „Найяда“ и „Тетис“). На 23 април 1918 г. пет крайцера от серията са потопени до Зебрюге като блокшиви („Интрепид“, „Ифигения“, „Брилянт“, „Сириус“ и „Тетис“).

## Оценка на проекта
В края на XIX век крайцерите тип „Аполо“ и „Едгар“ са смятани за висше достижение на корабостроителното изкуство: бидейки със 700 t по-леки от предшествениците им, „Мърси“, те носят силна артилерия и сравнително дебела бронирана палуба, развиват добра скорост, не губят бойната си актуалност до началото на XX век. Неслучайно всички последващи английски крайцери втори ранг са развитие на „Аполо“, у когото има само два недостатъка – сравнително малки запаси въглища и боеприпаси.
Бързо построена, крайцерската армада на Англия, за едно десетилетие, също толкова бързо, губи своето бойно значение и в началото на XX век в строй британския флот има наведнъж няколко десетки остарели бронепалубни крайцера от първите серии.